# Sociología trascendental
La sociología trascendental es la teoría de la religión que, desde la psicología trascendental, ha elaborado el psicólogo Ken Wilber, principalmente en su libro "Un Dios sociable".

## El problema de fondo de la religión

### Teorías sobre la validez del compromiso religioso, desde la sociología

#### Teoría de la primitivación
Considera la religión en general como el producto de etapas inferiores o primitivas del desarrollo o evolución de la humanidad. En sociología, se remonta hasta Comte, que consideraba la evolución histórica desde la religión-mito a la metafísica, y de esta a la ciencia racional.
El funcionalismo o teoría general de los sistemas supone que los grupos o sociedades se consideran sistemas orgánicos, cada una de cuyas partes (religión, educación, costumbres, etc.) cumple algún tipo de función potencialmente útil o necesaria. 
Desde este punto de vista, el simbolismo religioso resulta apropiado en la medida en que funciona adecuadamente. 
Así, los símbolos religiosos, tanto si son como si no son ‘objetivamente ciertos’, pueden contribuir a un propósito legítimo en el sistema social autorregulador. La religión cumple una función oculta, y en consecuencia tiene cierto significado, quizá latente, en un grupo o cultura dados. 

#### Hermeneútica fenomenológica
Por lo menos desde una perspectiva válida, el símbolo religioso es exactamente lo que dice ser. No es tan solo una función manifiesta que oculta la verdadera función latente. 
Para comprender el significado de los símbolos el mejor enfoque es una interpretación empática. 
La hermeneútica proviene de la fenomenología general, o intento de descubrir la naturaleza y el significado de los actos mentales como tales actos y no simplemente reduciéndolos a diversas manifestaciones objetivas. 
Un acto mental es lo que Husserl llamó acto intencional: tiene significado o valor porque se refiere o comprende otros fenómenos. 
La hermeneútica es la rama de la fenomenología que intenta interpretar los significados de los símbolos intersubjetivos o intencionales. 
Así pues, el significado de una expresión religiosa no está solo en su tensión latente, sino más bien en su intencionalidad manifiesta y en su reconocimiento intersubjetivo. Para determinar este significado es necesario entrar dentro del círculo hermeneútico, constitutivo por el intercambio intersubjetivo de símbolos lingüísticos y que siempre se produce en un contexto histórico específico. De ahí su denominación corriente: hermeneútica histórica. 
Crítica: la hermeneútica parece sufrir una serie de limitaciones. La principal es la radicalización de la verdad situacional y su consiguiente carencia de una dimensión crítica universal. 

#### Estructuralismo del desarrollo
El descubrimiento principal de las modernas ciencias del desarrollo estructural (Piaget, Werner, Kholberg) es que las estructuras psicológicas se desarrollan de una manera jerárquica.
Gracias a esto, el desarrollismo estructural parece darnos esa dimensión crítica o correctivo externo universal o cuasi universal que aparentemente falta en los enfoques meramente hermeneúticos, fenomenológicos o realista-simbólicos. 

#### Nuestro enfoque general
La sugerencia principal de Un Dios sociable es que existe una jerarquía no solo de desarrollo psicosocial, sino también de desarrollo religioso auténtico. La naturaleza jerárquica de este espectro nos proporcionará una sociología de la religión crítico-normativa, capaz de analizar estructuralmente diversas expresiones religiosas, adjudicándoles su grado de autenticidad.

## La jerarquía de la organización estructural

### La base ortodoxa

#### Estructuras personales
1. 	Físico: sustrato físico simple del organismo.
2. 	Sensorioperceptivo: las áreas de la percepción y la sensación.
3. 	Emocional-sexual: la envoltura de la bioenergía, la libido. Los tres primeros niveles constituyen el nivel arcaico.
4. 	Mágico: principio de los ámbitos mentales, incluyendo imágenes simples, símbolos y los primeros conceptos rudimentarios. 
5. 	Mítico: más avanzado que el nivel mágico, con un inicio del pensamiento operativo concreto, pero todavía incapaz del razonamiento hipotético-deductivo.
6. 	Racional: primera estructura que no solo puede pensar acerca del mundo, sino pensar a cerca del pensamiento.
El paso de cada nivel al siguiente paso supone no una mera evolución, sino una revolución.

#### Los niveles transpersonales
Si tratamos la religión como una estructura entre otras estructuras, y no como algo que todas ellas comparten potencialmente, entonces el desarrollo histórico creciente muestra claramente un curso de religiosidad decreciente. Se pasaría desde una religión mágica en el paleolítico hasta la revolución de la racionalidad que comienza en Grecia. Según este esquema, no existe ninguna estructura religiosa de conciencia altamente desarrollada, pues la estructura superior es la científico-racional.
Hegel veía la historia como algo que a la larga trascendía la autoconciencia mental a la conciencia mental de uno mismo en el conocimiento absoluto del espíritu como tal espíritu. Aurobindo sostenía que la evolución avanza hasta la realización de la supermente; Teilhard de Chardin la veía culminar en el punto omega, o la conciencia de Cristo en general; y el filósofo ruso Berdyaev llegó a la conclusión de que la evolución avanza desde la subconciencia hasta la autoconciencia y de ésta a la superconciencia. 

### Niveles transpersonales
•	Nivel psíquico: Cuando la mente formal establece relaciones superiores (‘si a entonces b’), la cognición psíquica establece redes de estas relaciones. Es pues, el principio de una capacidad de síntesis. A causa de la intensa conciencia panorámica en este nivel, el individuo podría empezar a experimentar una profunda intuición e incluso iluminación, que parece ir más allá del pensamiento y constituir una visión noética, numinosa y en ocasiones extática. A los practicantes de tales estados se les conoce generalmente como yoguis.
•	Nivel sutil: se dice que es la sede de los auténticos arquetipos y de las formas platónicas. Los practicantes que dominan los ámbitos sutiles (revelación, comunicación directa con Dios) se les conoce como santos.
•	Nivel causal: fuente no manifiesta o fundamento trascendental de todas las estructuras inferiores. No implica ninguna experiencia particular, sino más bien, la disolución o trascendencia de quien lo experimenta; es decir, la dualidad sujeto-objeto se trasciende radicalmente. A los practicantes de esta adaptación se les conoce como sabios. 
Lo importante es que no solo existe una variedad de experiencias religiosas, sino que existe una jerarquía de experiencias religiosas. Existe, además, una distinción entre experiencia mística panhénica, teísta y monista, que se corresponde con los niveles de organización estructural psíquico, sutil y causal.

## El compuesto individual como eslabón entre la psicología y la sociología.

### Las estructuras son estructuras de intercambio relacional
El ser humano es un individuo compuesto, formado por todos los niveles pasados de desarrollo y coronado por el nivel actual. En potencia, el ser humano está compuesto de materia, prana, mente, alma y espíritu. 
Lo importante es retener que, dado que cada nivel de estructura es un proceso de intercambio relacional, cada uno de ellos esta necesariamente unido a los objetos que ‘satisfacen’ esas necesidades. 

### La distorsión del intercambio relacional
Sin embargo, es preciso que esto quede claro, mientras que el nivel superior ‘descansa en’ eL inferior, el superior no está causado o constituido por el inferior. El superior es en parte emergente, discontinuo, es un hito, es revolucionario.
Cuando el alma llega a emerger, inicialmente está fundida y confundida con la mente, y así sucesivamente. Cada nivel superior emerge a partir del inferior. 

### La espina dorsal de una teoría crítica global en sociología
Marx hizo del nivel material y sus intercambios paradigma de todas las formas de existencia. Freud hizo exactamente lo mismo en el siguiente nivel ascendente: las energías sexuales-emocionales son la realidad, y todo lo demás, cultura, mente, ego, religión, no es otra cosa que una tortuosa tergiversación de la libido. Para Habermas, la comunicación se vuelve paradigmática. 
Nuestros niveles de análisis incluirían tanto el nivel físico, como el emocional, como el mental, psíquico, sutil y causal.

## Traslación, transformación, transcripción

### Definiciones generales
La estructura profunda de la mente operativa formal, es idéntica dondequiera que emerja, pero las formas superficiales de esa mente - sus sistemas particulares de creencias, ideologías, lenguas, costumbres, etc. - son sin duda diferente en todas partes o están en gran medida moldeadas por la cultura en la que esa mente se desarrolla. Esta conclusión experimental es similar a la gramática universal, semántica cultural de Chomsky.

### La función de traslación: mana y tabú
El desarrollo se produce en dos dimensiones principales: horizontal-evolutiva-histórica y vertical-revolucionaria-trascendental, o para resumir, traslativa y transformativa. 
La principal función de la traslación -integrar, estabilizar y equilibrar un nivel dado- parece tener dos facetas básicas, a las que llamamos mana y tabú. El buen mana se define como aquello que es integrador, saludable, legítimo y unificador. El tabú principal es, por su parte, el terror fundamental a la muerte. 
Según la interpretación de Otto Rank, el yo separado y enfrentado al tabú fundamental que es la mortalidad, se ve obligado, a fin de mantener su estabilidad (o equilibrio traslativo) a reprimir la muerte. Como resultado de esto, se crean una serie de símbolos de inmortalidad, los cuales son una promesa de trascender la muerte.
Rank tuvo el genio de ver que no solo la magia y el mito sino también las producciones racionales y las creencias puramente lógicas eran asimismo proyectos de inmortalidad. 
Antes de la liberación final, dice Wilber, la vida es una batalla de mana contra tabú.

### Transformación: Muerte y renacimiento en cada nivel
Para que un individuo se integre en el nivel superior, habrá de aceptar la muerte del nivel presente de adaptación, es decir, poner fin a una identidad exclusiva con ese nivel.
El desarrollo es una serie de proyectos de inmortalidad que cambian progresivamente, mediante el desprendimiento progresivo del as capas de yo para cuya protección estaban diseñados, elevándose hacia nuevos niveles de alimento para cada fase, verdad y mana. Cada transformación es un proceso de muerte y renacimiento en el nuevo nivel emergente.

## Algunos usos de la palabra ‘religión’
1. 	La religión como compromiso no racional. Se ocupa de aspectos válidos pero no racionales, tales como la fe, la trascendencia, etc. (teólogos). Para los positivistas, la religión no es una forma de conocimiento válido. Según este uso global, la religión no es tanto algo que se realice en todos los niveles, sino más bien en unos niveles determinados, y en especial los que no son racionales.
2. 	La religión como compromiso en extremo significativo o integrador. Según este uso, la religión no es algo que ocurra en unas dimensiones o niveles concretos no racionales, sino que es una actividad funcional particular en cualquier nivel dado, una actividad consistente en buscar significado, integración, etc.
3. 	La religión como proyecto de inmortalidad. La religión consiste, en lo fundamental, en una creencia anhelante, defensiva y compensatoria, creada para mitigar la inseguridad/angustia. 
4. 	La religión como crecimiento evolutivo. La evolución y la historia constituyen un proceso de autorrealización creciente, o la superación de la alienación mediante el retorno del espíritu al espíritu como espíritu.
5. 	La religión como fijación/regresión. La religión no es irracional, sino pre-racional. Teoría estándar de la primitivación: la religión es una ilusión infantil, magia, mito.
6. 	Religión exotérica. Sistema de creencias utilizado para invocar o apoyar la fe, aspectos preparativos de la experiencia y adaptación exotéricas. 
7. 	Religión esotérica. Se trata de los aspectos superiores, interiores o avanzados de la práctica religiosa, con la salvedad de que tales prácticas culminan en (o tienen como objetivo) la experiencia mística. 
8. 	Religión legítima. Es la religión que valida principalmente la traslación, lo cual hace generalmente proporcionando ‘buen mana’ y ayudando a evitar el tabú. Cuando el mana y los símbolos de inmortalidad predominantes cesan en sus funciones integradoras se produce una crisis de legitimidad. 
9. 	Religión auténtica. Es la religión que valida principalmente la transformación de un nivel-dimensión particular considerado más religioso. Una crisis de autenticidad ocurre siempre y cuando una visión de mundo prevaleciente se enfrenta con una visión de un nivel superior. La auténtica intuición religiosa ha de ser expresamente transracional, no meramente racional, y desde luego, no pre-racional. 
Por ejemplo, el maoísmo tenía un alto grado de legitimidad pero un bajo grado de autenticidad. No era muy auténtico, porque solo ofrecía adaptación a o en los ámbitos racionales-míticos, no producía la realización superconsciente de Dios.

## Creencia, fe, experiencia y adaptación

### Creencia
La forma más baja de compromiso religioso. El impulso de incredulidad en el creyente puede llevarle a proyectarse en otros, dando lugar al proselitismo (lo que uno intenta convertir es su propio yo incrédulo).

### La fe
La fe va más allá de la creencia, pero no tan lejos como la verdadera experiencia religiosa. La persona de fe sufre con frecuencia grandes dudas religiosas, que el creyente verdadero nunca experimenta.

### Experiencia
Va más allá de la fe, y consiste en un encuentro real y una cognición literal. Es una intuición temporal de uno de los niveles auténticos de la organización estructural religiosa (psíquica, sutil y causal).

### Adaptación estructural
La idea de experiencia religiosa auténtica se ha incorporado gracias sobre todo al interés por el misticismo cristiano y por el influjo de las religiones orientales. 
Según William James, todas las religiones comenzaron como una experiencia de algún profeta o vidente, y solo más tarde se codificaron en sistemas de creencias que exigían fe. 
Carl Jung dirigió sus investigaciones a las posibles fuentes arquetípicas de tal experiencia, y más recientemente, Abraham Maslow convirtió la experiencia cumbre en el paradigma fundamental de la auténtica religiosidad.

## La sociología de la religión en la actualidad

### Racionalismo creciente
Según la mayoría de los sociólogos, el curso del desarrollo moderno está marcado por una creciente racionalización, no obstante, esta tendencia general tan solo cubre la primera mitad del esquema de desarrollo que hemos propuesto: de lo arcaico a lo mágico, de ahí a lo mítico, y finalmente, a lo racional. Pero el esquema continúa de lo racional a lo psíquico, lo sutil, lo causal y lo esencial.
La adaptación racional es perfectamente religiosa, capaz de proporcionar una visión del mundo convincente, integradora y significativa (buen mana). Ahora bien, no puede proporcionarnos una Visión Total del Mundo, puesto que, según los sabios, solo el impacto causal/esencial puede lograr la absolutización.

### Robert Bellah
Según Robert Neelly Bellah, hay que tratar a la religión como religión, es decir, no hay que tratarla de forma reduccionista. 

#### Críticas
•	Al tratar todas las expresiones religiosas de una manera no reduccionista, Bellah tiende a perder la capacidad crítica, concediendo quizá una categoría eminente a lo que no sea más que una fijación infantil
•	La definición básica de Bellah es la adecuada para la interrelación holística de sujeto objeto de una manera significativa. Pero Bellah no distingue adecuadamente entre los niveles de legitimidad y autenticidad.
•	Al no distinguir los dominios transracional y preracional, Bellah extiende la autenticidad a los compromisos preracionales, míticos y las religiones civiles (cuando lo que poseían era solo un grado de legitimidad).

### Anthony y Robbins
Señalan que Bellah no distingue cuidadosamente entre las estructuras profundas de semejantes religión universal, que en todas partes sería invariable y ahistórica, y las estructuras superficiales de la religión, que serían en todas partes variables y contingentes. 

#### Crítica
•	Según Wilber, habrá que distinguir entre lo que sucede en cada nivel del espectro de la existencia, no confundiéndolo con los niveles superiores. Las religiones auténticas tienen estructuras profundas y superficiales, y no se superponen necesariamente.
La mayor parte de las religiones en el curso de su historia parecen enfrentarse con diversas crisis de legitimación, que suelen producir diversas estructuras superficiales rivales. Pero en ocasiones una religión particular podría enfrentarse a una crisis de autenticidad. En occidente han ocurrido por lo menos dos grandes transformaciones: 
1. 	La transformación desde un culto algo rudo chamanista-yóguico y panhénico a un compromiso verdaderamente sutil y santo, cuyo epítome es Moisés.
2. 	La transformación desde el culto santo mosaico a la identidad causal, cuyo epítome es Cristo. 

### Pre-ley, contra-ley y trans-ley
•	Los pre-ley son los individuos que no son capaces o no desean alcanzar el nivel medio que cabe esperar de adaptación estructural de una sociedad dada. La astrología, el vudú o la cognición mágica son fenómenos asociados. 
•	Los contra-ley constituyen la porción más amplia de lo que se conoce en general como ‘contracultura’. Son capaces de convertir auténticas prácticas espirituales en emociones caricaturizadas (empiezan a aproximarse, dice Bellah, al modelo de consumidor de cafetería). Estos movimientos no son triviales, sino transformativos, tienen una función útil: ayudan a adelantar y estabilizar las traslaciones determinadas de la sociedad al permitir a sus miembros, sobre todo los adolescentes, adoptar sus calores dominantes mientras fingen que no lo hacen, logrando a la vez la necesaria socialización e individualización.
•	Los trans-ley. Capaces de realizar auténticas transformaciones sociales, aunque las fases diferentes deberán antes realizar plenamente las potencialidades de su estructura. Jacob Needleman (“Lost christianity”) ha afirmado que las nuevas traslaciones yóguicas tendrán probablemente ciertas estructuras superficiales compatibles con las simbolizaciones previas de la estructura superficial.
Los tres grandes dominios del desarrollo humano, el subconsciente infantil, la conciencia de uno mismo adolescente y la superconciencia madura están relacionados con una actitud psicológica: dependencia pasiva, independencia activa y rendición activamente pasiva.
Así, el bebé y el niño se identifican más o menos exclusivamente con el cuerpo, cuando emerge la mente adolescente, destruye la identidad exclusiva con el cuerpo, pero no destruye al mismo cuerpo, sino que lo incluye en su identidad mental más amplia. De la misma manera, cuando emerge el espíritu, destruye la identidad exclusiva con la mente (y el cuerpo incluido en ella), pero no destruye a la C.misma mente, sino que la incluye en su propia identidad suprema mayor.

## Conocimiento e intereses humanos
Habermas distingue tres modos principales de indagación o conocimiento, relacionados a su vez con intereses humanos:
•	Empírico-analítico, que trata de los procesos objetivables. Interés cognitivo.
•	Histórico-hermeneútico, que apunta a la comprensión interpretativa de las configuraciones simbólicas. Interés cognitivo.
•	Crítico-reflexivo, que engloba operaciones cognitivas del pasado y las somete así a cierto grado de intuición. Interés emancipador (Freud, Marx).
- Datos: Q6131124